# 梅愈
梅愈（1434年—？），字宗韓，江西九江府湖口縣人，明朝政治人物。

## 生平
江西鄉試第六名舉人，成化二年（1466年）中式丙戌科會試第八十三名，二甲第六十五名進士。授工部主事。

## 家族
曾祖梅壽延；祖父梅志和；父梅清。孫梅凌雲。